# 3236 Strand
3236 Strand је астероид главног астероидног појаса чија средња удаљеност од Сунца износи 2,202 астрономских јединица (АЈ).
Апсолутна магнитуда астероида је 13,7.